# Ormen Friske (Schiff)

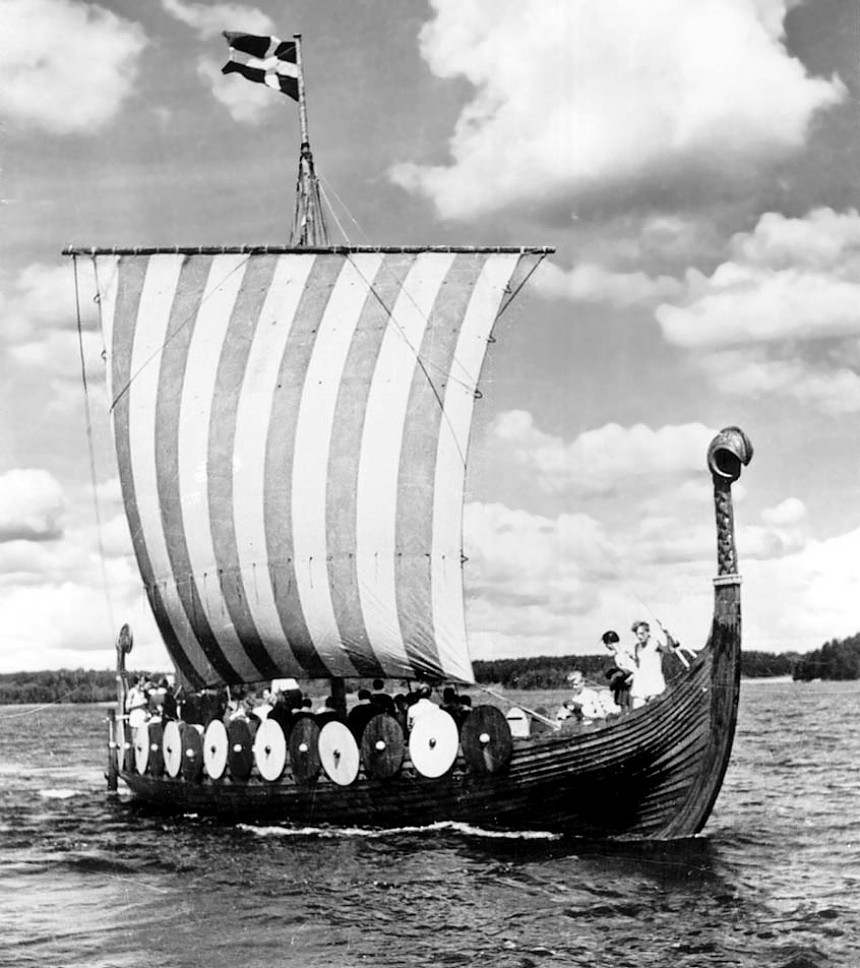
Die Ormen Friske, 1949

Die Ormen Friske („kräftige/gesunde Schlange“) war ein 1949 entstandener schwedischer Nachbau des norwegischen Gokstad-Schiffs, eines Wikingerschiffs aus dem 9. Jahrhundert. Das Schiff brach am 22. Juni 1950 bei schwerer See vor Helgoland auseinander, wobei alle 15 Besatzungsmitglieder ums Leben kamen. Wrackteile und neun Leichen wurden an den Nordfriesischen Inseln und der Küste von Jütland angespült. Die Unglücksursache wurde nicht abschließend geklärt.

## Bau
Wie ihr historisches Vorbild war die Ormen Friske etwa 23 Meter lang und mittschiffs etwa fünf Meter breit. Sie wurde im Frühjahr 1949 im Ausbildungszentrum des Kultur- und Sportvereins Svenska Frisksportförbundet in Stensund nahe Trosa an der Ostsee gebaut und nach nur etwa sechs Wochen Bauzeit im Juni desselben Jahres zu Wasser gelassen. Projektleiter und Initiator war Sten Schröder, ein Vorstandsmitglied des Vereins. Die Bauleitung hatte der Schiffbauer Bror Westerlund, als Berater diente der Segelschiffexperte Sam Svensson. Nach einer Überführungsfahrt nach Stockholm, wo das Schiff als Exponat in einer Sportausstellung zu sehen war, veranstaltete Schröder zahlreiche Demonstrationsfahrten, zum Teil gegen Teilnahmegebühren, mit denen er die Baukosten erwirtschaften wollte. Die erzielten Einnahmen waren jedoch gering.

## Untergang

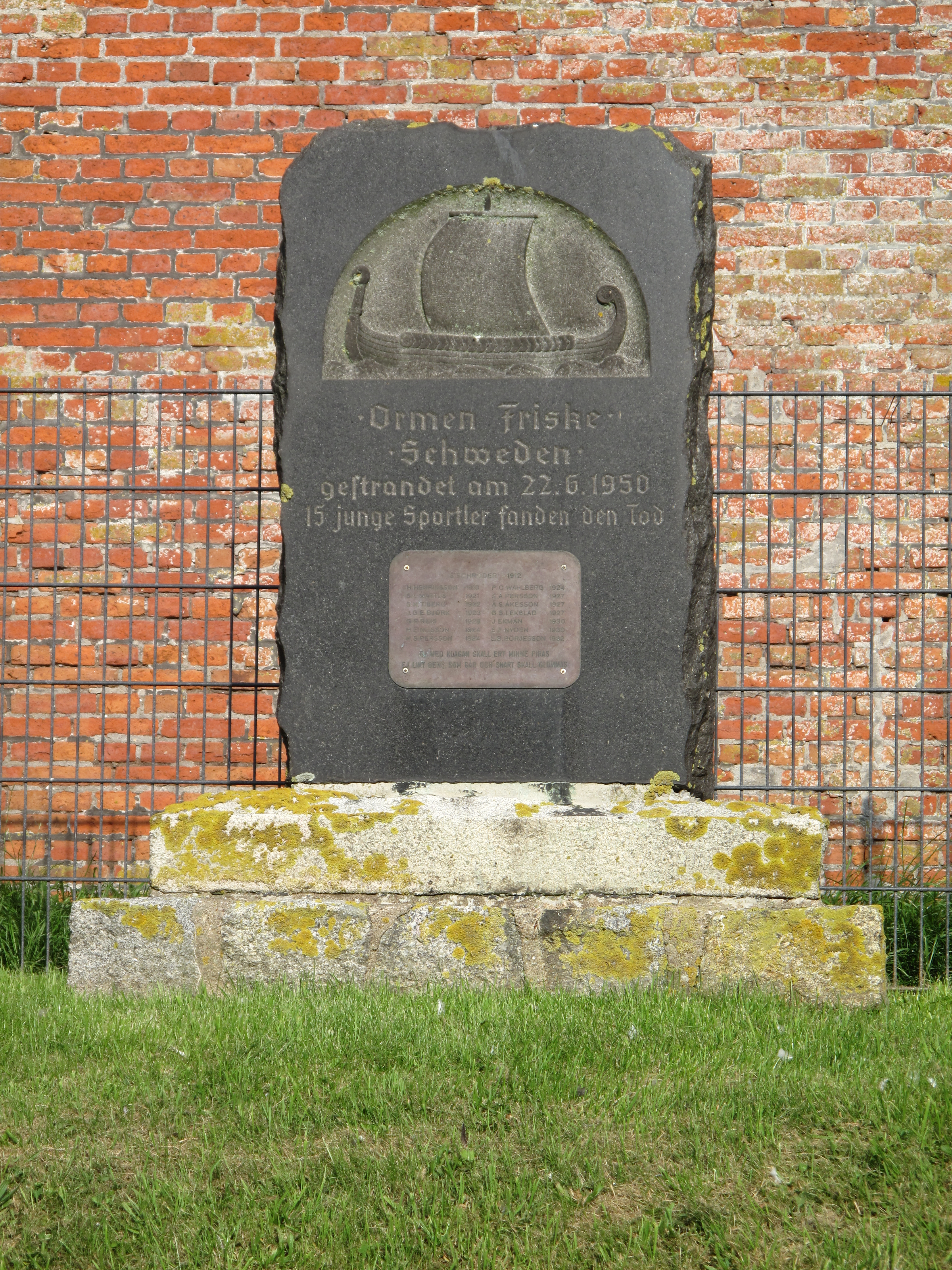
Gedenkstein auf Pellworm

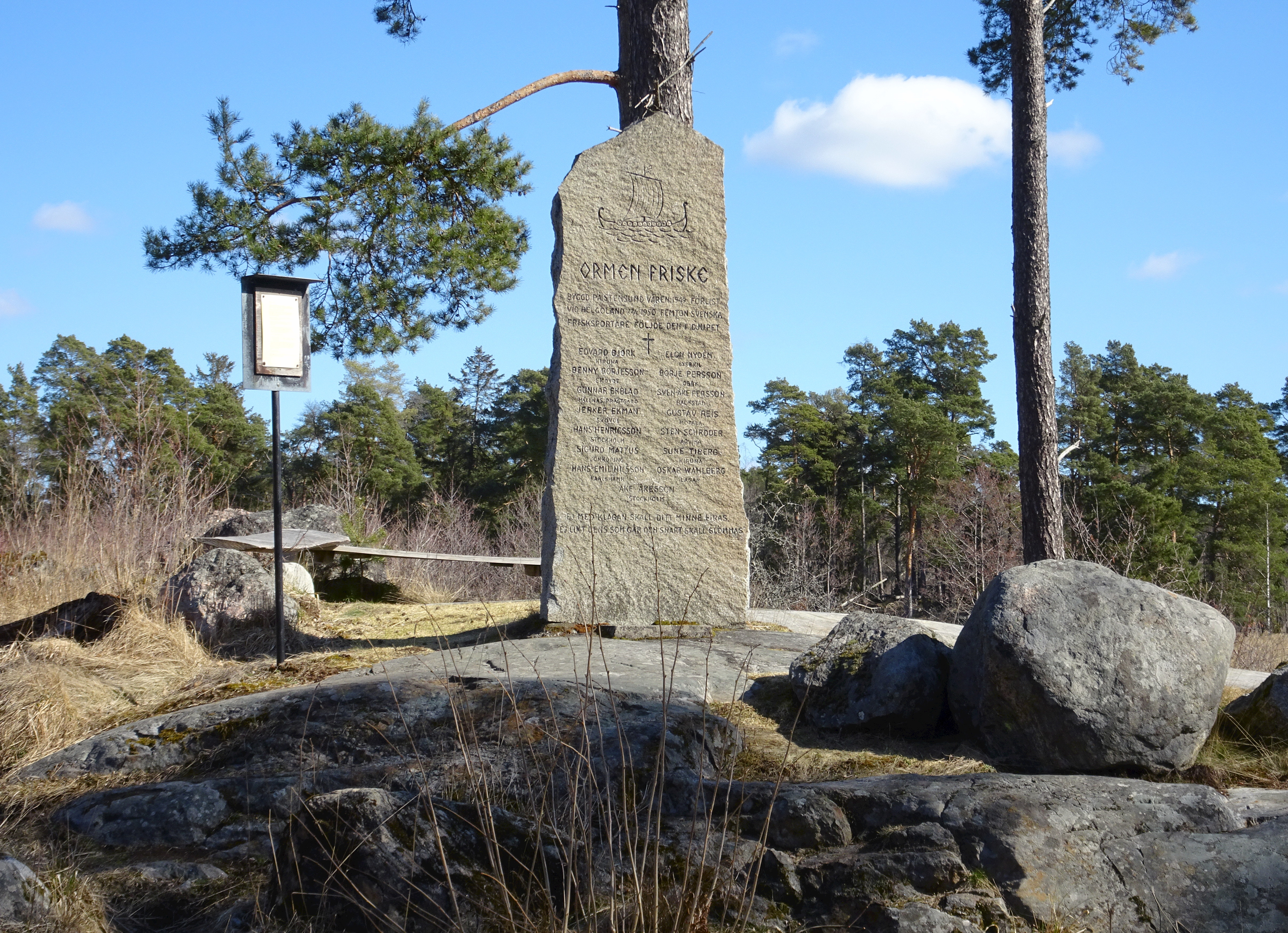
Gedenkstein bei Stensund in der Nähe von Trosa (Schweden)

Als im Sommer 1949 ein dänischer Nachbau des Gokstad-Schiffs, die Hugin,  mit ihrer Fahrt nach England großes Medieninteresse erregte, vereinbarte Schröder mit den Organisatoren der Seefahrtsmesse in Rotterdam, dass die Ormen Friske auf der Messe des Jahres 1950 dort erscheinen solle. Am 4. Juni 1950 legte das Schiff in dem Wikinger-Handelszentrum Birka am Mälaren-See ab. Schröder war mit 38 Jahren der älteste Teilnehmer der Reise, die meisten Besatzungsmitglieder, die sich aus Frisksportförbundet-Mitgliedern rekrutierten, waren zwischen 20 und 25 Jahre alt. Das Schiff gelangte durch den Södertälje-Kanal in die Ostsee. Nach acht Tagen bei widrigen Winden und rauer See erreichte es Ystad, wo Reparaturen am Steuer und der Takelage vorgenommen wurden und die Ausrüstung ergänzt wurde. Von Ystad aus überquerte die Ormen Friske die Ostsee. Nach Durchfahrt des Nord-Ostsee-Kanals erreichte sie am 21. Juni die Deutsche Bucht. Am 22. Juni geriet das Schiff auf der Nordsee in einen schweren Sturm und brach auseinander. Alle 15 Personen an Bord ertranken. Leichen und Wrackteile wurden bis an die nordfriesische Küste und Jütland gespült.
Erst vier Tage nach dem Sturm wurde die Tragödie bekannt: Der Pellwormer Fischer Nickels Liermann fand am 25.6. zwischen Norderoog und Süderoog das neun Meter lange Heck des Schiffs und schleppte es nach Pellworm. Die Telefonstelle der Insel war bereits geschlossen. Am nächsten Morgen informierte er die Behörden über seinen Fund. Nach und nach wurden die Leichen von 9 der 15 Besatzungsmitglieder aufgefunden und nach Schweden überführt.
Das erste Denkmal für die Mannschaft der Ormen Friske wurde auf Pellworm errichtet. Der Gedenkstein beim Turm der Alten Kirche wurde Ostern 1951 unter Teilnahme des schwedischen Konsuls, eines Geistlichen der schwedischen Gemeinde Hamburg und des Bischofs von Schleswig enthüllt. Eine Kopie des Pellwormer Gedenksteins befindet sich auf dem Friedhof von Kalmar, wo der Vater eines der Opfer als Pfarrer tätig war.

## Ursachenforschung
Obwohl zahlreiche, auch größere Wrackteile der Ormen Friske geborgen werden konnten, fand eine eingehende Erforschung der Unglücksursache nicht statt.
- Konstruktionsfehler (Schwachstelle am Kiel); demnach sind ungeeignete Baumaterialien verwendet worden (Kielschwein aus mehrfach verleimten Kiefernbrettern mit glatten Stoßfugen ohne genügenden Stossabstand statt behauene Eichenbalken wie beim historischen Vorbild); diese Schwachstellen können schon bei geringer Belastung mittschiffs zu einem Bruch des Kielschweins und in der Folge zu einem Auseinanderbrechen des Schiffs geführt haben; Braun zitiert unter Berufung auf die schwedische Zeitschrift „Teknikens Värld“, Nr. 13, 1950, S. 8–9 u. 31, einen dänischen Schiffbauer, dem zufolge die Ormen Friske eher eine Theaterkulisse als ein hochseetüchtiges Schiff gewesen sei und erhebliche Baumängel aufgewiesen habe.[2][7][8]